# Édouard Duseigneur (général)
Cet article concerne le général. Pour le joueur de rugby, voir Édouard Duseigneur (rugby à XIII).
Pour les articles homonymes, voir Duseigneur.
Édouard Duseigneur, né le 29 décembre 1882 à Lyon 6e et mort le 3 mars 1940 à Saint-Didier-au-Mont-d'Or, est un général de brigade aérienne, membre du comité directeur de la Cagoule.

## Biographie

### Carrière militaire
Édouard Duseigneur est le fils de Maurice Duseigneur (1851-1925), agent de change à Lyon, et d'Hélène Piaget. Il est issu d'une famille de négociants protestants. Il est aussi le neveu d'un officier, Édouard Ernest Duseigneur, qui a achevé sa carrière avec le grade de lieutenant-colonel (d'artillerie).
Il suit des études secondaires au lycée Ampère de Lyon. Il intègre l'École spéciale militaire de Saint-Cyr comme major d'entrée et fait partie de la 88e promotion (1903-1905),.
Il épouse en 1907 Antoinette Trapp (1889-1963), de Reims, issue également d'une famille protestante. L'une de ses filles, Hélène (1917-1974), épousera Bertrand de Jouvenel.
Mobilisé dans la cavalerie en 1914, il devient pilote de chasse en 1915. Capitaine, il commande à partir de septembre 1915 à mars 1917 l'escadrille N 57 puis de cette date à 1918 le groupe de combat 11, l'escadre de chasse no 2 en enfin la 2e brigade aérienne. Deux fois blessé, titulaire de la croix de guerre, neuf fois cité, il est chevalier de la Légion d'honneur en 1915, puis promu officier en septembre 1918. Chef d'escadron, en convalescence après la guerre, il est affecté à l'inspection technique de l'aéronautique en 1919 puis au 5e bureau de la direction de l'aéronautique, et ensuite en 1920 au 31e régiment d'aviation, comme adjoint au chef de corps.
Affecté en 1924 dans l'état-major de l'inspecteur général de l'aéronautique, promu lieutenant-colonel en décembre 1925, puis colonel en 1928, commandant du 11e régiment à Metz, il est affecté au cabinet du premier ministre de l'Air Laurent Eynac en novembre 1928. Il est chef adjoint en janvier 1929 puis chef en mai 1930 de son cabinet militaire, il est promu commandeur de la Légion d'honneur en 1929. 
Il commande en 1931 l'école militaire d'application de l'Armée de l'air, à Versailles. Promu général de brigade le 1er mai 1933, détaché au Centre des hautes études militaires en 1934, il est nommé en mai 1935 commandant de la 22e brigade aérienne, à Chartres. À sa demande, il quitte le service actif fin mai 1936. Il passe un temps dans le secteur privé, travaillant pour la firme aéronautique Amiot,,.

### Président de l'UCAD et membre de la Cagoule

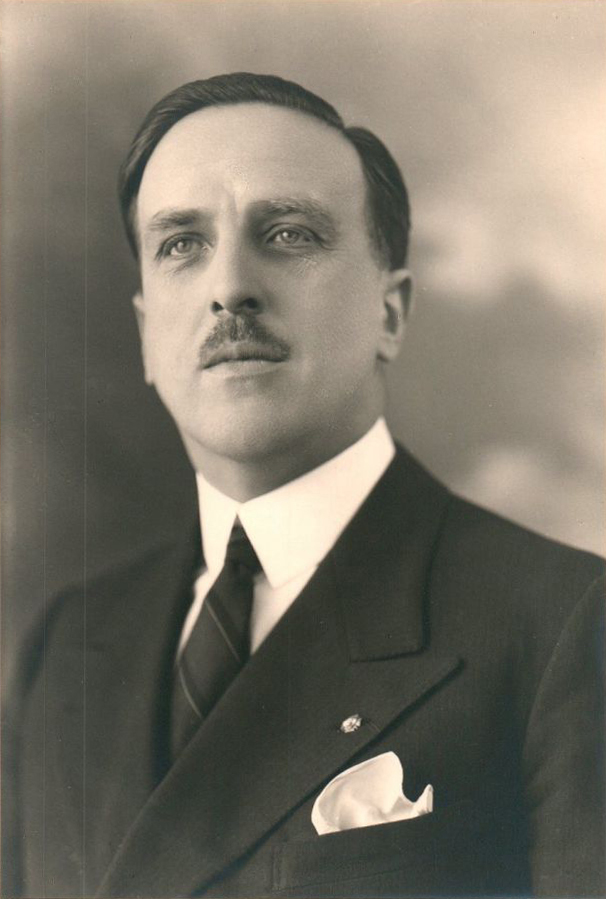
Joseph Pozzo di Borgo.

Le périodique des socialistes Le Populaire le dénonce comme Croix-de-Feu en 1936, alors qu'il commande la 22e brigade à Chartres. Selon le duc Joseph Pozzo di Borgo, futur vice-président de l'UCAD, qui est alors l'un des chefs des Croix-de-feu, Duseigneur voulait quitter l'armée en 1935 et adhérer aux Croix-de-feu du colonel François de La Rocque. Pozzo di Borgo, qui servit sous les ordres de Duseigneur en 1918, l'en dissuada.
Après la victoire du Front populaire et devant la crainte d'un coup d'État communiste, il est encore en relation avec Pozzo di Borgo, qui a rompu avec La Rocque à l'été 1936 pour fonder un groupe dissident des Croix-de-feu. Il s'exprime sur la lutte contre le communisme dans le périodique de droite Choc du colonel Maurice Guillaume et sert de « témoin de moralité » au duc Pozzo di Borgo lors des procès qui opposent ce dernier au colonel de La Rocque en 1937. 
Il fonde et préside une association anticommuniste, déclarée à la préfecture de la Seine en décembre 1936, l'Union des comités d’action défensive (UCAD). Elle fédère des groupements tels le Centre d'information et de coopération, le Centre d'études nationales et les Comités de rassemblement antisoviétiques (CRAS) fondés par des anciens francistes en juin 1936, notamment Roger Vauquelin et Robert Jurquet de La Salle, que Duseigneur aurait rencontré au cercle parisien du Grand Pavois. Jurquet de la Salle est un cofondateur de ce cercle et le secrétaire de l'UCAD ; il est en relation avec Deloncle,,,.
Il est en contact avec le chef de la Cagoule, Eugène Deloncle. Tous deux se seraient rencontrés vers juin ou juillet 1936 et seraient allés ensemble en Italie, pour rencontrer Mussolini, qu'ils n'auraient pas vu cependant, et en Espagne,. Dans ses mémoires, le commandant Loustaunau-Lacau évoque sa rencontre avec Duseigneur, qu'il date du mois de décembre 1936. C'est Pétain, « que l'agitation subversive ne laisse pas indifférent », qui l'aurait envoyé rencontrer le général. Loustaunau-Lacau commente ainsi sa rencontre : « Je viens de tomber sur la Cagoule et j'ai l'impression très nette, bien qu'il s'en défende, que Duseigneur est dominé par un caractère supérieur au sien. (…) Cette visite confirme les renseignements qui m'étaient venus d'un peu partout : une dissidence de l'Action française s'arme pour faire face à un putsch communiste ».
Soupçonné d'appartenir à la Cagoule, il est arrêté le 25 novembre 1937 avec les autres dirigeants de ce groupe clandestin. L'UCAD aurait été le paravent légal de cette organisation d'extrême droite et Duseigneur aurait fait partie du comité directeur de la Cagoule. Le vice-président de l'UCAD, Pozzo di Borgo, est également arrêté, comme plus tard le secrétaire général de l'UCAD, Jurquet de La Salle, et le secrétaire du général. 
Son honorabilité, et celle de Pozzo di Borgo, sont défendues par des journaux comme Le Jour de Léon Bailby, qui publie des articles en sa faveur et, en décembre, une pétition de personnalités dénonçant « le scandale d'anciens combattants , détenus politiques, soumis au régime des malfaiteurs ». Elle est signée par des généraux (Robert Altmayer, Charles Brécard, de Bellaigne, Blaviez, de Cugnac, Clément-Grandcourt, Jobert, Koechlin-Schwartz, Henri Mordacq, Henri Albert Niessel, Peltiet, Sainte-Claire-Deville, Sütterlin, Ruillier, de Tavernost, de Vaulgrenant, Wimpffen, de Réals, Lavigne-Delville, Férand, Portalis, Fromheim, Boëlle, Estève, Vincent, de Montarby, Armengeaud, Roger, Pallu, Bulot), des amiraux (Jean Lacaze, de Carné, Hallier), des officiers, des dirigeants d'associations d'anciens combattants (Edmond Bloch, Prosper Josse, Georges Lebecq, de l'UNC), des écrivains anciens combattants (Paul Chack, Roland Dorgelès, François Duhourcau, Binet-Valmer, Claude Farrère), des Académiciens (Henry Bordeaux, Joseph de Pesquidoux), des hommes politiques (Désiré Ferry, Gaston Le Provost de Launay, Charles Trochu, les députés Pierre Taittinger, Fernand Wiedemann-Goiran, Charles des Isnards, Édouard Moncelle), des anciens combattants décorés, des anciens cadres et membres des Croix de Feu. Ces officiers en retraite et ces personnalités, souvent marquées à droite et à l'extrême droite, se retrouvent dans un « Comité de défense des patriotes emprisonnés », formé fin décembre 1937, qui prend sa défense et celle de Pozzo di Borgo en raison de leur passé d'ancien combattant. Il engrange des signatures de personnalités et tente de tenir un meeting au Vélodrome d'Hiver, mais cette réunion est interdite devant la menace d'une contre-manifestation.
Défendu notamment par l'avocat et député Xavier Vallat, malade et affaibli, Duseigneur est transféré dans une maison de santé en février 1938 puis mis en liberté provisoire en juin, mais il est alors inculpé de complot contre la sûreté de l'État.
Il meurt le 3 mars 1940, après avoir repris du service dans l'aviation à la suite de la déclaration de guerre à l'Allemagne en septembre 1939 ; ses obsèques sont célébrées au temple protestant de l'Étoile à Paris. Sa sépulture se trouve au cimetière Notre-Dame de Versailles.

## Décorations
- Commandeur de la Légion d'honneur
- Croix de guerre 1914–1918 (neuf citations)